# Didier Demazière
 (juillet 2022).
Si vous disposez d'ouvrages ou d'articles de référence ou si vous connaissez des sites web de qualité traitant du thème abordé ici, merci de compléter l'article en donnant les références utiles à sa vérifiabilité et en les liant à la section « Notes et références ».
Didier Demazière est un sociologue français spécialisé dans l'étude du chômage et la sociologie des professions.

## Biographie

### Parcours professionnel
Il est directeur de recherche de première classe au CNRS, affecté au Centre de sociologie des organisations (CSO), UMR7116 en cotutelle CNRS et IEP de Paris. 
Il est, depuis 2011, responsable du programme Doctorat en sociologie à l'Institut d'études politiques de Paris. 

### Autres fonctions
Il a été élu Président de l'Association Française de Sociologie en 2011, et réélu pour un second mandat en 2013.
Il dirige la revue Sociologie du Travail depuis 2006.

## Thèmes de recherche

### Pour une sociologie du chômage?
Sociologue du travail, il s'intéresse à la discipline au travers de l'analyse du chômage, en particulier, en questionnant l'émergence d'une identité professionnelle du chômeur.
À ce titre, il s'est également intéressé à l'émergence d'autres champs de réappropriation d'identités « pseudo-professionnelles »; par exemple, il travaille autour du statut du développeur de logiciels libres au sein d'un projet de développement et a interrogé les raisons d'un tel engagement hésitant entre bénévolat, militantisme et professionnalisme.

### Enseignements
Didier Demazière a également enseigné à l'université Paris-Dauphine et à l'Université de Versailles-Saint-Quentin-en-Yvelines.

## Livres publiés
- Les mondes du travail politique. Les élus et leurs entourages, avec Patrick Le Lidec (2014, PURennes)
- Etre chômeur à Paris, Sao Paulo, Tokyo. Une méthode de comparaison internationale, avec Nadya Guimaraes, Helena Hirata, Kurumi Sugita (2013, Presses de SciencesPo).
- La professionnalisation en objets, avec Pascal Roquet et Richard Wittorski (2012, L'Harmattan)
- L'injonction au professionnalisme. Analyse d'une dynamique plurielle, avec Valérie Boussard et Philip Milburn, (2010, PURennes).
- Sociologie des groupes professionnels. Acquis récents, nouveaux défis, avec Charles Gadéa, (2009, La Découverte).
- Sociologie des chômeurs, (2006,La Découverte),  (ISBN 978-2707148926)
- Analyses textuelles en sociologie. Logiciels, méthodes, usages, (2006, PURennes).
- Analyser les entretiens biographiques, avec Claude Dubar (2004, Nathan).  (ISBN 2763781349)
- Le chômage. Comment peut-on être chômeur ?, (2003, Belin).
- Chômeurs: du silence à la révolte. Sociologie d'une action collective, avec Maria Teresa Pignoni, (1999).
- Le chômage de longue durée, (1995, PUF).
- La sociologie du chômage, (1995, La Découverte).
- Longue durée. Vivre en chômage, avec Marc Helleboid et Jacques Mondoloni, (1994, Syros).
- Le chômage en crise? La négociation des identités des chômeurs de longue durée, (1992, Presses du Septentrion)